# SLM Re 456

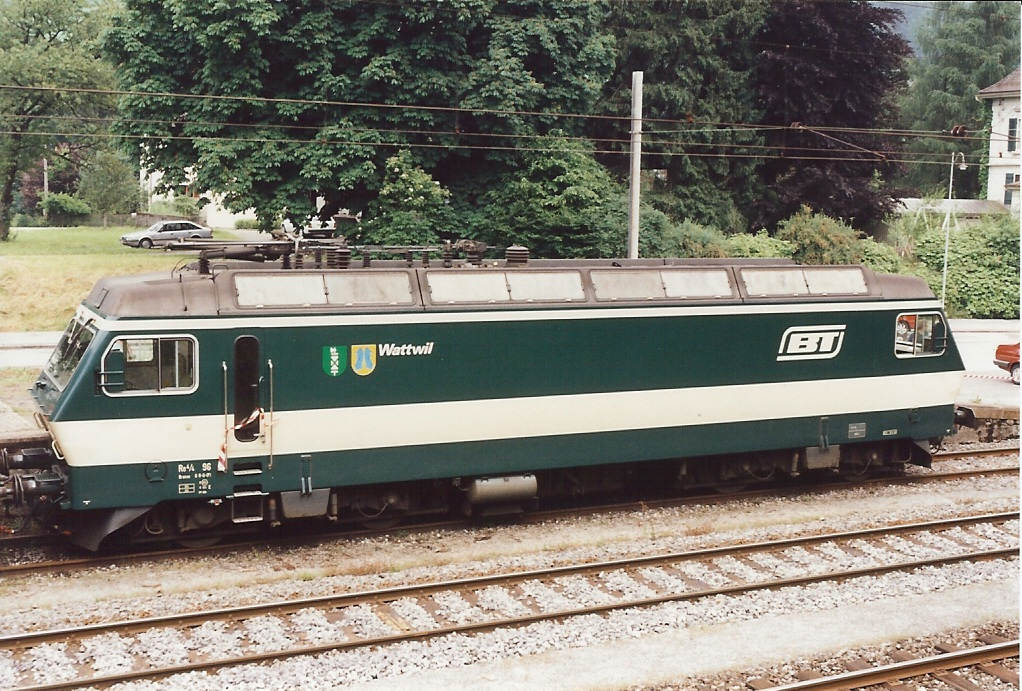
BT Re 4/4 96 Wattwil in Ursprungsfarbgebung

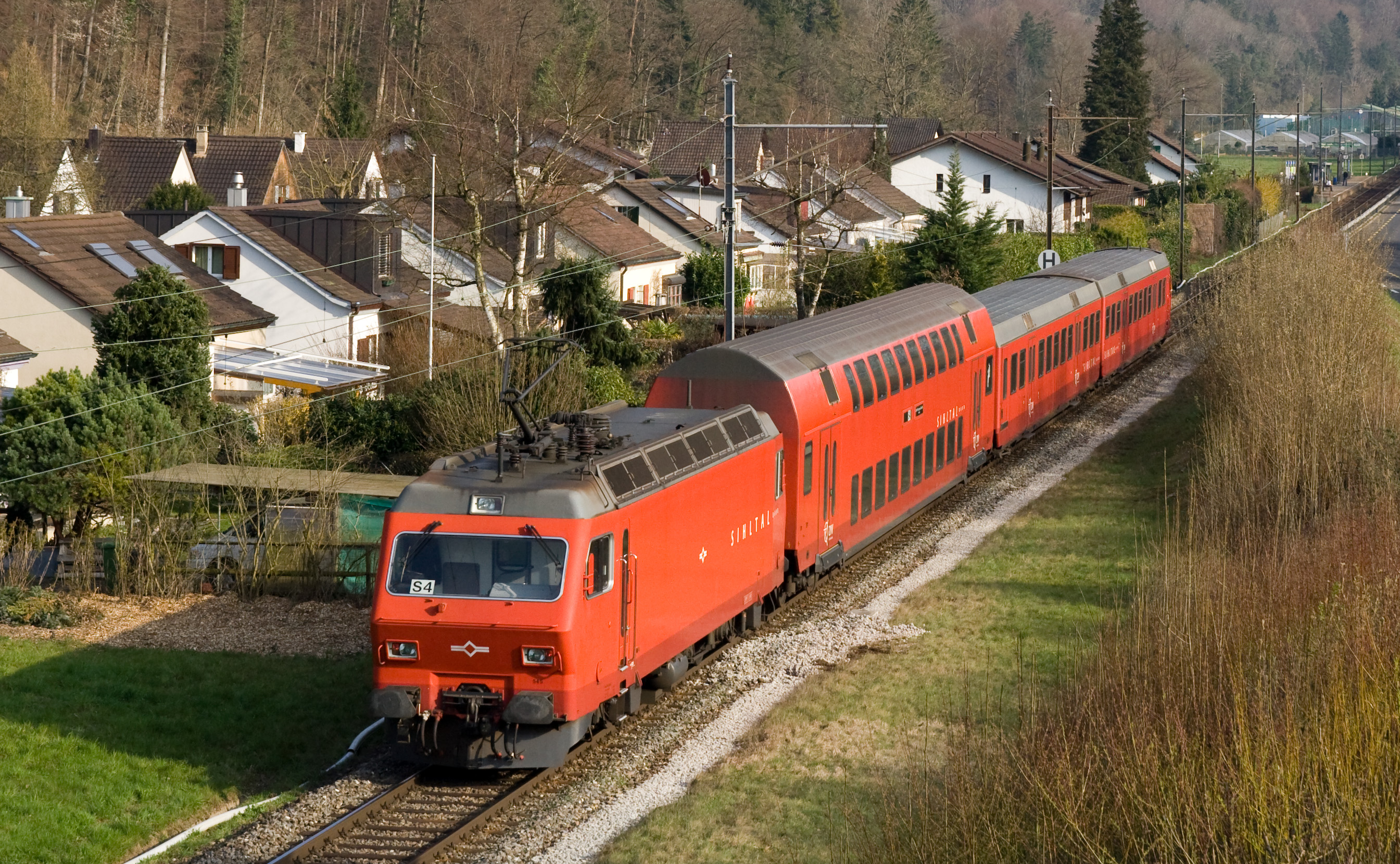
SZU Re 456 mit typischem Pendelzug

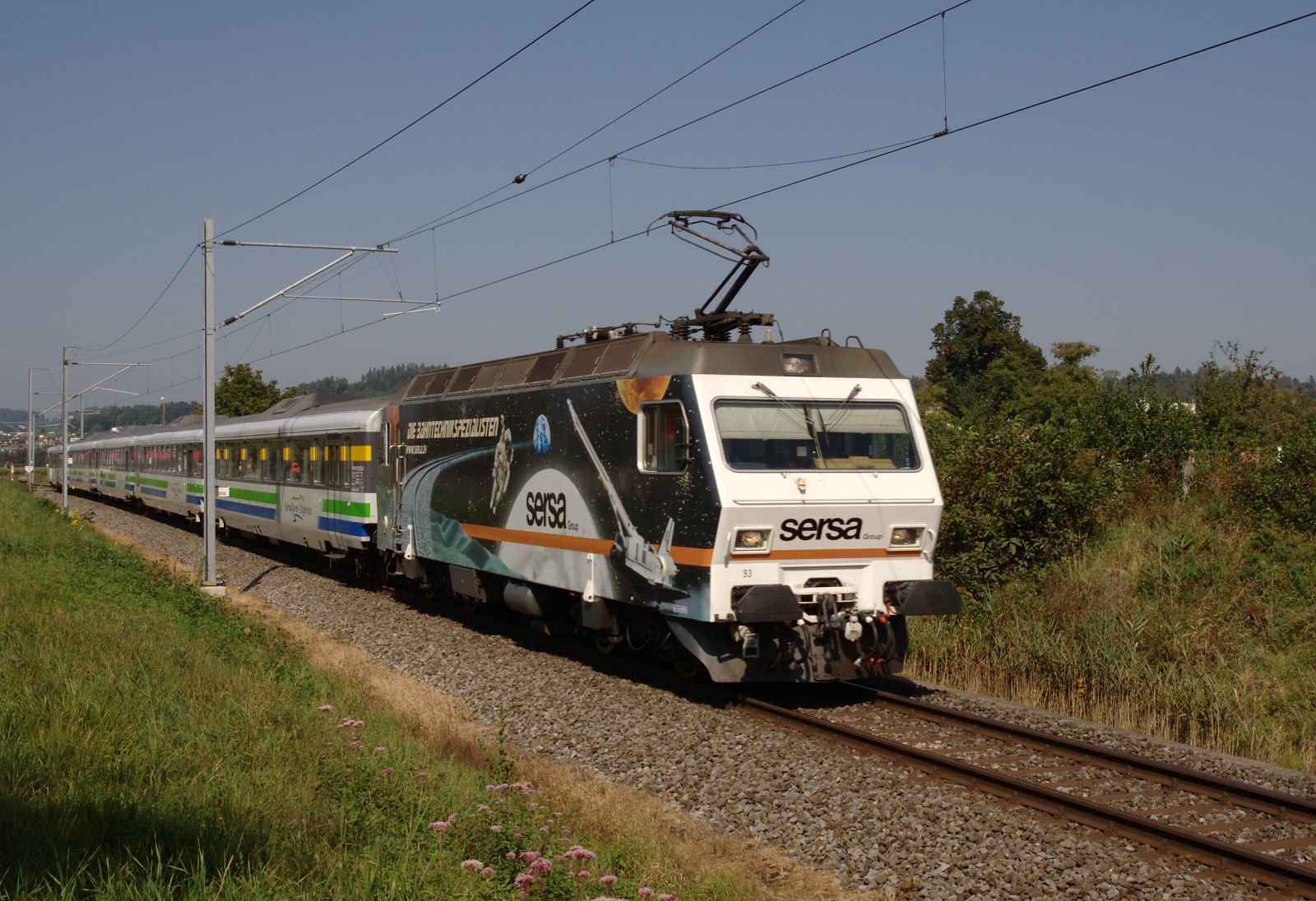
SOB Re 456 mit Voralpenexpress

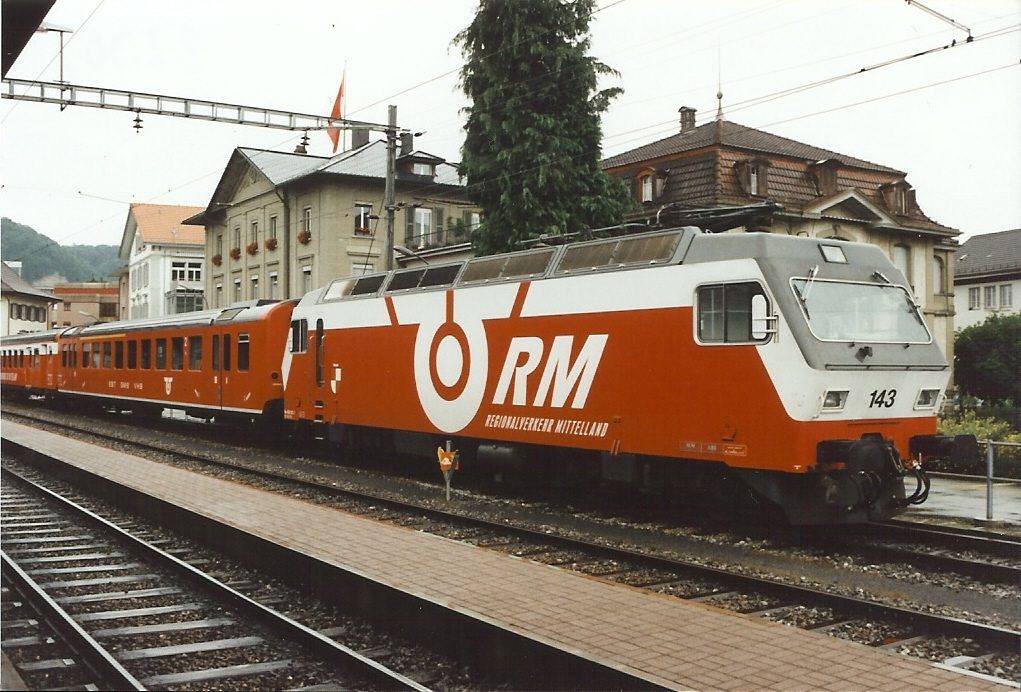
RM Re 456 143

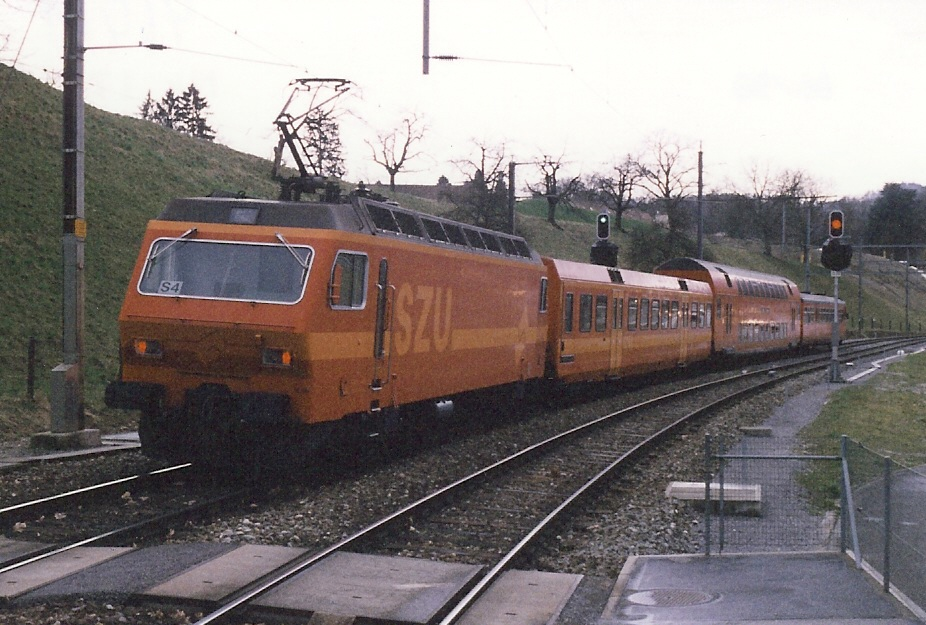
SZU-Pendelzug mit Re 456 in alter Farbgebung

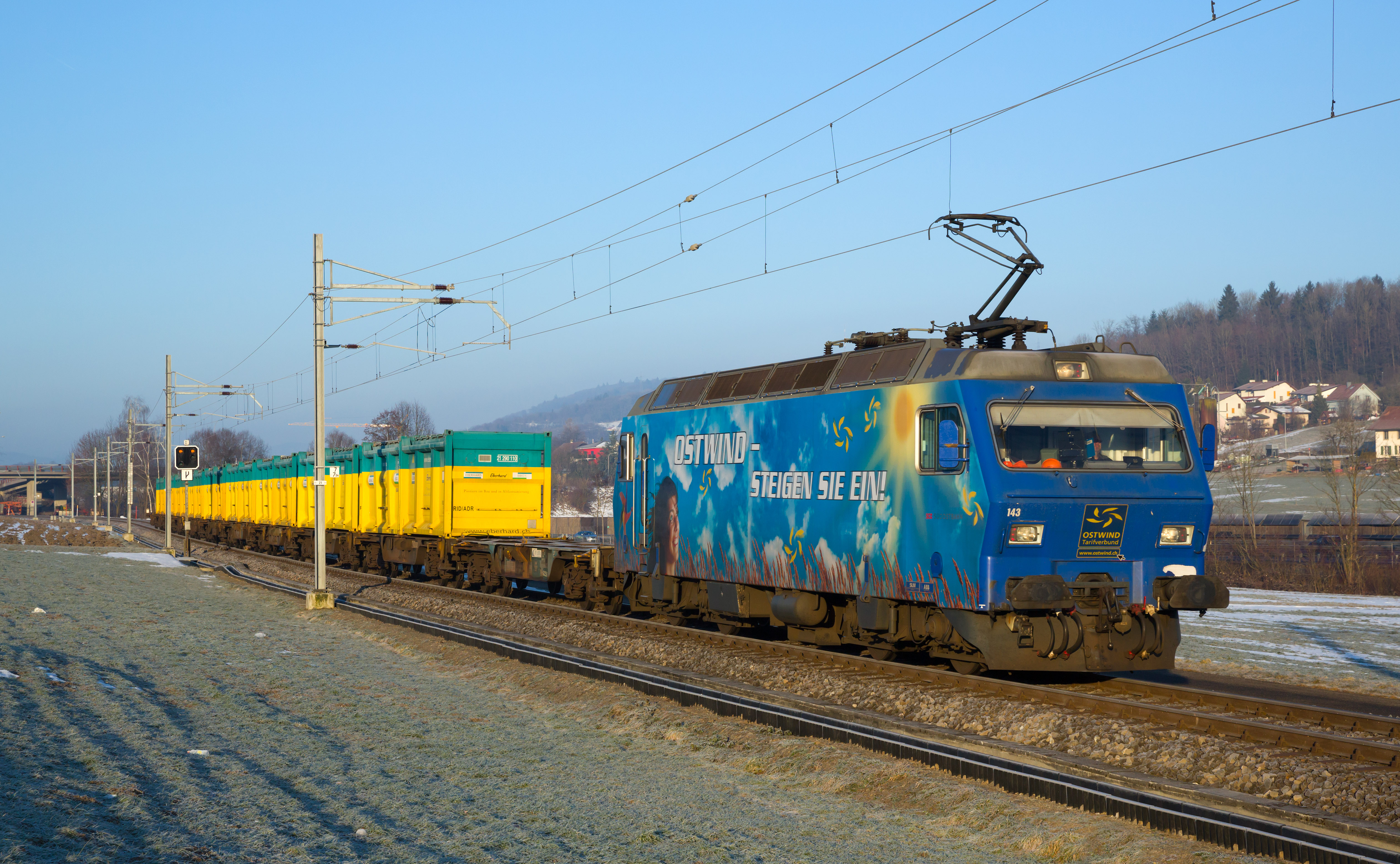
Die gemietete Re 456 143 im Güterverkehrseinsatz für Swiss Rail Traffic (Aushubzug Sondermülldeponie Kölliken – Niederglatt). Die Lok gehört der BLS, die Ostwind-Werbung stammt noch aus Südostbahn-Zeiten.

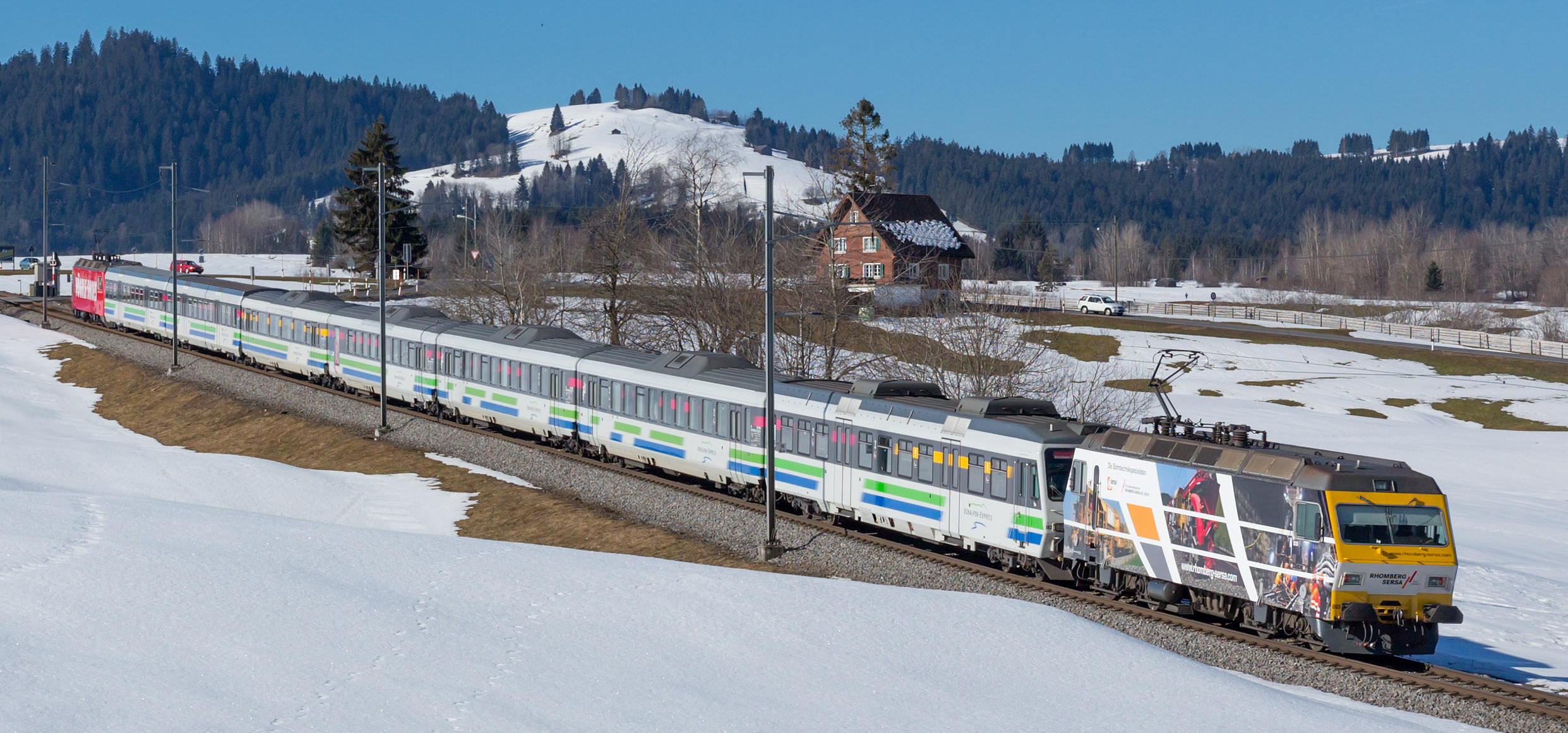
Ausschnitt SOB Re 456 Voralpenexpress Biberbrugg – Altmatt

Die ursprünglichen BT Re 4/4 91–96, VHB Re 4/4 142–143 und SZU Re 4/4 42–47 sind vierachsige Lokomotiven in Umrichtertechnik, die in den späten Achtzigerjahren von der Schweizerischen Lokomotiv- und Maschinenfabrik, kurz SLM, sowie der Brown, Boveri & Cie, kurz BBC, der späteren Asea Brown Boveri, kurz ABB, entwickelt und für Schweizer Privatbahnen hergestellt wurden.
Die Lokomotive wird als KTU-Lokomotive bezeichnet, kurz für Konzessionierte Transport-Unternehmungen, welcher Begriff damals umgangssprachlich die Privatbahnen einschloss, nicht aber die SBB.

## Entstehung
Anfang der 1980er-Jahre hatte das Bundesamt für Verkehr (BAV) bei mehreren Schweizer Bahnunternehmungen das Bedürfnis für eine Streckenlokomotive mittlerer Leistungsklasse abklären lassen. Zu diesem Zeitpunkt hatte nur die Bodensee-Toggenburg-Bahn (BT) ein Bedürfnis an einer Lokomotive mit einer Leistung von 3 MW und einer Höchstgeschwindigkeit von 130 km/h. Aufgrund der Erfahrungen mit der Umrichtertechnik, die bei der SBB Ee 6/6 II, der DB BR 120 und der NSB El 17 gemacht wurden, gab das BAV die Zustimmung für die Finanzierung (mit Schwerpunkt Entwicklung) eines Lokomotivtyps mit Umrichtern in GTO-Technik.
Das BAV knüpfte an die Finanzierung die Bedingung, dass der Lokomotivtyp auch für andere Privatbahnen geeignet sein müsse, was sich schliesslich in der Zusammenarbeit zwischen der Schweizer Industrie, den Schweizerischen Bundesbahnen (SBB) und diversen Privatbahnen niederschlug.

### Entwicklung
Die Entwicklung begann mit der Bestellung von 6 Maschinen durch die BT, an die sich die Sihltal-Zürich-Uetliberg-Bahn (SZU) bald darauf mit einem Bedarf von 2 Maschinen anschloss. Der Auftrag für die Produktion dieser ersten Serie über 8 Lokomotiven wurde an die Schweizerische Lokomotiv- und Maschinenfabrik (SLM) und Brown, Boveri & Cie (BBC) vergeben. Im Verlauf des Jahres 1987 wurden die Maschinen an ihre jeweiligen Besteller ausgeliefert, wo sie unter der Typenbezeichnung Re 4/4 in Betrieb genommen wurden.

### Weiterentwicklung
Da sich die Lokomotiven im täglichen Einsatz bewährten und die SBB, für die im Aufbau befindliche S-Bahn Zürich, Bedarf an Lokomotiven dieser Leistungsklasse hatten, wurde basierend auf diesem Lokomotivtyp die Re 4/4V entwickelt. Dieser Lokomotivtyp, der kurz vor seiner Inbetriebnahme die heute gültige Bezeichnung Re 450 erhielt, unterscheidet sich von der Re 456 vor allem äusserlich durch seinen asymmetrischen Lokomotivkasten mit einseitigem Führerstand für den Einsatz vor doppelstöckigen Pedelzügen im Vorortsverkehr von Zürich (S-Bahn Zürich).

### Nachbestellung
Die SZU hatte durch die Fahrgastzunahme infolge der Inbetriebnahme der S-Bahn Zürich im Jahr 1990 einen Mehrbedarf an Triebfahrzeugen, worauf es zu einer Nachbestellung von 4 Maschinen kam, an welche sich die Vereinigten Huttwil-Bahnen (VHB) mit 2 Maschinen anschlossen. Die Nachbestellung wurde 1993 ausgeliefert.
Aufgrund eines hohen Auftragsbestands bei der SLM wurde der Bau der Lokomotivkästen aus Kapazitätsgründen an die SGP Verkehrstechnik in Graz untervergeben. Die Maschinen wurden in Graz einschliesslich der elektrischen Ausrüstung von ABB fertig montiert und anschliessend (bis Mai 1993) auf Hilfsdrehgestellen zur SLM überstellt, wo die Endmontage und der Einbau der Drehgestelle erfolgte.

### Pflichtenheft
Die Lokomotive wurde von Anfang an als Universallokomotive ausgelegt, unter anderem um die BT Be 4/4 von 1931 abzulösen.
Als Haupteinsatzgebiet wurden die Schnellzüge Romanshorn – St. Gallen – Wattwil – Rapperswil – Arth Goldau – Luzern bestimmt, die heute als Voralpen-Express vermarktet werden. Daneben sollten auch verpendelte Regionalzüge Romanshorn – Rapperswil und Wil – Nesslau, sowie Güterzüge bis 670 Tonnen (Romanshorn – Herisau) respektive bis 1500 Tonnen (St. Gallen – St. Gallen Haggen) geführt werden können. Das daraus entstandene Leistungsdiagramm deckte auch die Bedürfnisse der SZU ab.
Das definierte Einsatzgebiet beinhaltet Strecken mit einer Steigung von bis zu 50 ‰; die Leistung reicht, um die Hälfte der maximal zulässigen Zughakenlast auf den Steigungen von 1,8 %, 2,4 % und 5 % zu befördern, so dass in Doppeltraktion die maximal zulässige Zughakenlast befördert werden kann.
Die Zugkraft sollte in den unteren Geschwindigkeitsbereichen konstant bei 240 kN liegen; die Gesamtleistung von 3 MW sollte im gesamten Geschwindigkeitsbereich bis 130 km/h zur Verfügung stehen. Die elektrische Rekuperationsbremse war auf Grund des maximalen Pufferdrucks auf 140 kN zu begrenzen.

## Aufbau

### Mechanischer Teil
Der selbsttragende, verwindungssteife Kasten ist aus vorgefertigten Baugruppen in Stahl-Leichtbau-Technik gefertigt. Der Führerstand ist als Doppelwandkonstruktion mit umlaufendem Horizontalgurt sowie einem zentralen Rammbalken ausgeführt – der Führertisch ist eingeschweisst. Die Bodengruppe ist als geschweisster Hohlkörper ausgeführt, bestehend aus zwei Stossbalkenpartien, Quertraversen für die Kastenabstützung auf den Drehgestellen, sowie Quertraversen für Aufhängungen des Unterflur-Transformators. Der Rahmen ist mit Deckblechen überspannt und bildet zusammen mit den Seitenwänden eine öldichte Wanne.
Die beiden Einstiegstüren befinden sich direkt hinter den Führerständen im Maschinenraum und besitzen ein Notausstiegsfenster. Die kurzen Quergänge von den Türen münden im Mittelgang im Maschinenraum, der die beiden Führerstände verbindet. Das Maschinenraumdach bilden drei Dachdeckel, die wiederum einen geschlossenen Dachraum bilden. In diesem wird durch die seitlich oberhalb der Seitenwände gelegenen Filter die Kühlluft angesaugt und über separate Luftkanäle den einzelnen Verbrauchern zugeführt. Im Maschinenraum herrscht ein leichter Überdruck, der das Eindringen von Staub weitgehend verhindert.
Die Drehgestelle sind eine Neukonstruktion und wiegen zusammen mit den (je zwei) Motoren je 12 Tonnen. Die Tiefanlenkungen sind auf einer Höhe von 200 mm über Schienenoberkante angebracht und verhindern beim Anfahren eine Entlastung des jeweils führenden Radsatzes. Der Drehgestellrahmen ist als geschweisste Hohlträger-Konstruktion mit zwei Langträgern, einer tiefen Mitteltraverse und zwei rohrförmigen Kopfträgern ausgeführt. Der Kasten stützt sich auf jeder Seite auf drei im Dreieck angeordnete Flexicoil-Federn, die auf schallisolierenden Gummitellern liegen. Der Drehgestellrahmen stützt sich ebenfalls über Flexicoil-Federn auf das Radsatzgehäuse der Achsen. Die Radsätze, als Leichtradsätze mit hohlgeschmiedeter Achse und aufgeschrumpften Radscheiben ausgeführt, sind radial einstellbar und in Querrichtung verschiebbar, so dass der Schienenkopf- und Spurkranz-Verschleiss reduziert wird.
Der Fahrmotor stützt sich einerseits auf das Schiebelager auf der Radsatzwelle und andererseits auf einer elastischen Drehmomentstütze auf dem Drehgestellrahmen ab. Beim SLM-Schiebelagerantrieb handelt es sich um eine verbesserte Bauform des Tatzlager-Antriebes, wobei sich der Motor nicht auf ein festes, sondern auf ein seitenbewegliches Lager auf der Achse abstützt. Die Schiebelager ermöglichen eine Axialverschiebung des Triebradsatzes, womit der Radsatz in Querrichtung von der Masse des Motors entkoppelt wird.
Jedes Drehgestell hat für die vier vorlaufenden Räder eine pneumatische Sandereinrichtung, ausserdem ist eine Spurkranzschmierung eingebaut. Jedes einzelne Rad ist mit einer eigenen Klotzbremseinheit ausgerüstet.
Die Maschinenraumeinrichtung besteht aus vorgefertigten Apparatekästen, welche beidseitig am Mittelgang angeordnet sind. Die Hauptkomponenten der Apparatekästen sind jeweils drehgestellweise zugeordnet.
Die Dachinstallation besteht aus einem Einholm-Stromabnehmer nach SBB-Norm, dem Hauptschalter, dem Primärstromwandler sowie der Hochspannungseinführung.
Der Aufbau der Re 456 ähnelt der 1982 fertiggestellten SBB Re 4/4 IV. Insbesondere wurde die Lüfteranordnung und die keilförmige Front übernommen. Die Re 456 ist jedoch 800 mm länger, weitere Unterschiede sind die glatten Seitenwände, die Anordnung der Einstiegtür (links statt rechts), einteilige Frontscheiben und versenkte Scheinwerfer; auf einen zweiten Stromabnehmer wurde verzichtet.

### Elektrischer Teil
Der Haupttransformator besteht aus einer Primärwicklung, welche über den Hauptschalter gespeist wird, der als Druckluftschnellschalter ausgebildet ist. Die Sekundärwicklung umfasst sechs galvanisch getrennte Traktionswicklungen sowie je eine galvanisch getrennte Wicklung für den Bordnetzumrichter (BUR), die Hilfsbetriebe (220 V, 16,7 Hz) und die Zugsammelschiene (1000 V).
Die Lokomotive hat zwei unabhängige Antriebseinheiten (eine pro Drehgestell), diese bestehen je aus:
- einem Eingangsstromrichter (drei Vierquadrantensteller)
- einem Saugkreis mit Drosselspule und Kondensator
- einem Zwischenkreiskondensator
- einer Gleichphasendrossel
- einem Antriebswechselrichter (drei zweipulsige Wechselrichter)
- zwei parallel geschalteten Asynchronmotoren

Die Eingangsstromrichter und Antriebswechselrichter sind mit GTO-Thyristoren ausgerüstet, die Zünd- und Löschimpulse werden durch Lichtwellenleiter übertragen.
Die Leitelektronik des Typs MICAS-S ist hier erstmals bei einer Lokomotive nicht mehr als verbindungsorientierte Steuerung, sondern als speicherprogrammierbare Steuerung ausgeführt worden und in voneinander unabhängige Module aufgeteilt. Durch die speicherprogrammierbare Steuerung wurde die Fehlerdiagnose und Wartung erheblich vereinfacht.
Um die Fernsteuerung mit bestehenden Steuerwagen zu ermöglichen, wurde eine Dolmetscherschaltung eingebaut.

### Pneumatischer Teil
Die automatische Bremse ist als Klotzbremse ausgeführt, die eingebaute direkte Rangierbremse wirkt ebenfalls auf die Klotzbremse. Die Lokomotive hat keine Handbremse, sondern sichert sich mit einer Federspeicherbremse.
Die notwendige Druckluft wird mit einem Schraubenkompressor erzeugt und über ein zentrales Luftgerüst verteilt.

### Unterschiede zwischen den Bahngesellschaften
Abgesehen von der unterschiedlichen Farbgebung, bestehen geringfügige Unterschiede bei der betriebsspezifischen Ausstattung zwischen den Lokomotiven der BT, VHB und SZU. Die Vielfachsteuerung der BT-Loks unterscheidet sich von jenen der SZU und VHB. Zudem gibt es Unterschiede zwischen erster und zweiter Bauserie, insbesondere ist die Motorenbauart nicht identisch.
Ursprünglich war bei den ersten beiden SZU-Maschinen eine Dolmetschersteuerung passend zu den SZU-Steuerwagen eingebaut, ausserdem verfügten diese Lokomotiven über eine 36 Volt Beleuchtungsleitung. Die Belegung des 42-adrigen Steuerleitungskabels, die Türsteuerung, die Lautsprecheranlage und der Zugfunk wurden ebenfalls an die SZU-Norm angepasst. Da die Fahrzeuge der SZU immer in der gleichen Richtung stehen, wurden bei den ersten beiden Maschinen ausserdem die elektrischen und pneumatischen Leitungen nur in einfacher Anordnung angebracht.
Für die zweite Bauserie wurde eine einheitliche Vielfachsteuerung festgelegt, auf die SZU-Spezialitäten wurde verzichtet. Die SZU passte in der Folge die ersten beiden Loks und die neueren Steuer- und Zwischenwagen entsprechend an. Die gemischte Verwendung des älteren und des neueren Rollmaterials der Sihltallinie ist seither nicht mehr möglich.
Nach Ablieferung weiterer Doppelstockwagen an die SZU wurden die bestehenden Fahrzeuge einem Refit-Programm unterzogen mit diversen Verbesserungen im Bereich der Publikumsinformation. Ausserdem wurden alle Fahrzeuge auf das Vielfachsteuerkabel V6 umgebaut.

## Bestand

### Übersichtstabellen
|  | Die beiden Tabellen, die Erste Tabelle aus der französischsprachigen Wikipedia übertragen und die Zweite hier bereits bestehende Tabelle müssten in sinnvoller Art zusammen getragen werden. Danke schön. |

| Ursprünglicher Eigentümer       | Ursprüngliche Bezeichnung | Baujahr | Name       | Bemerkung                                   |
| ------------------------------- | ------------------------- | ------- | ---------- | ------------------------------------------- |
| Bodensee Toggenburg (BT)        | Re 4/4 91                 | 1987    | Romanshorn | später Re 456 091-8 der SOB                 |
| Bodensee Toggenburg (BT)        | Re 4/4 92                 | 1987    | Amriswil   | später Re 456 092-6 der SOB                 |
| Bodensee Toggenburg (BT)        | Re 4/4 93                 | 1987    | St. Gallen | später Re 456 093-4 der SOB                 |
| Bodensee Toggenburg (BT)        | Re 4/4 94                 | 1987    | Herisau    | später Re 456 094-2 der SOB                 |
| Bodensee Toggenburg (BT)        | Re 4/4 95                 | 1987    | Degersheim | später Re 456 095-9 du SOB                  |
| Bodensee Toggenburg (BT)        | Re 4/4 96                 | 1987    | Wattwil    | später Re 456 096-7 du SOB                  |
| Sihltal Zürich Uetliberg (SZU)  | Re 4/4 41                 | 1988    |            | später Re 456 546-1                         |
| Sihltal Zürich Uetliberg (SZU)  | Re 4/4 42                 | 1988    |            | später Re 456 547-9                         |
| Sihltal Zürich Uetliberg (SZU)  | Re 4/4 43                 | 1993    |            | später Re 456 542-0                         |
| Sihltal Zürich Uetliberg (SZU)  | Re 4/4 44                 | 1993    |            | später Re 456 543-8                         |
| Sihltal Zürich Uetliberg (SZU)  | Re 4/4 45                 | 1993    |            | später Re 456 544-6                         |
| Sihltal Zürich Uetliberg (SZU)  | Re 4/4 46                 | 1993    |            | später Re 456 545-3                         |
| Vereinigte Huttwil Bahnen (VHB) | Re 4/4 142                | 1993    | Gutenburg  | später Re 456 142-9 der BLS, ausser Betrieb |
| Vereinigte Huttwil Bahnen (VHB) | Re 4/4 143                | 1993    | Menznau    | später Re 456 143-7 der BLS, ausser Betrieb |

| Betriebsnummer         | Betriebsnummer         | VKM                    | Fabrik-Nr.             | Namen                             | Lackierung                  | Eigentümer             | weitere Verwendung                                                       |
| Schema '92             | TSI                    | VKM                    | Fabrik-Nr.             | Namen                             | Lackierung                  | Eigentümer             | weitere Verwendung                                                       |
| Baujahre 1987 und 1988 | Baujahre 1987 und 1988 | Baujahre 1987 und 1988 | Baujahre 1987 und 1988 | Baujahre 1987 und 1988            | Baujahre 1987 und 1988      | Baujahre 1987 und 1988 | Baujahre 1987 und 1988                                                   |
| ---------------------- | ---------------------- | ---------------------- | ---------------------- | --------------------------------- | --------------------------- | ---------------------- | ------------------------------------------------------------------------ |
| 456 091-8              | 91 85 4456 091-8       | CH-SZU                 | 5303                   | Romanshorn                        | Voralpen-Express            | BT → SOB               | Januar 2021 an SZU, in Verwendung für Überfuhren ausserhalb SZU-Strecken |
| 456 092-6              | 91 85 4456 092-6       | CH-SZU                 | 5304                   | Wittenbach, umbenannt in Amriswil | Siemens                     | BT → SOB               | Januar 2021 an SZU                                                       |
| 456 093-4              | 91 85 4456 093-4       | CH-BRM                 | 5305                   | St. Gallen                        | UTL (grün/grau)             | BT → SOB               | März 2021 an BRM                                                         |
| 456 094-2              | 91 85 4456 094-2       | CH-DSF                 | 5306                   | Herisau                           | Vögele Shoes                | BT → SOB               | Januar 2021 an DSF                                                       |
| 456 095-9              | 91 85 4456 095-9       | CH-DSF                 | 5307                   | Degersheim                        | 100 Jahre Romanshorn–Uznach | BT → SOB               | Januar 2021 an DSF                                                       |
| 456 096-7              | 91 85 4456 096-7       | CH-BRM                 | 5308                   | Wattwil                           | UTL (grün/grau)             | BT → SOB               | März 2021 an BRM                                                         |
| 456 546-1              | 91 85 4456 101-5       | CH-SZU                 | 5309                   |                                   | SZU (rot)                   | SZU                    |                                                                          |
| 456 547-9              | 91 85 4456 102-3       | CH-SZU                 | 5310                   |                                   | Unsere Zukunfts-Formel      | SZU                    |                                                                          |
| Baujahr 1993           |                        |                        |                        |                                   |                             |                        |                                                                          |
| 456 542-0              | 91 85 4456 103-1       | CH-SZU                 | 5576                   |                                   | SZU (rot)                   | SZU                    |                                                                          |
| 456 543-8              | 91 85 4456 104-9       | CH-SZU                 | 5577                   |                                   | SZU (rot)                   | SZU                    |                                                                          |
| 456 544-6              | 91 85 4456 105-6       | CH-SZU                 | 5578                   |                                   | SZU (rot)                   | SZU                    |                                                                          |
| 456 545-3              | 91 85 4456 106-4       | CH-SZU                 | 5579                   |                                   | SZU (rot)                   | SZU                    |                                                                          |
| 456 142-9              | 91 85 4456 111-4       | CH-BRM                 | 5580                   | Gutenburg; aktuell Emmeli         | dunkelblau                  | VHB → RM → BLS         | Dezember 2016 an Müller Gleisbau                                         |
| 456 143-7              | 91 85 4456 112-2       | CH-SZU                 | 5581                   | Menznau                           | Ostwind                     | VHB → RM → BLS         | Dezember 2016 an SZU, Ersatzteilspender                                  |

### Betrieb
Bei den KTU zeigte sich die Vielseitigkeit der Lokomotiven. Die BT setzte die Lokomotiven im Voralpen-Express (VAE) ein, der ursprünglich in Zusammenarbeit mit SOB und SBB produziert wurde. BT und SOB fusionierten 2001 zur «neuen» Schweizerischen Südostbahn (SOB), wo die Lokomotiven weiterhin im VAE eingesetzt wurden. Da ein beachtlicher Prozentsatz dieser Züge verstärkt werden musste, war das Pendelzugkonzept wenig vorteilhaft: waren auf den bis zu 50 Promille steilen Abschnitten Pfäffikon SZ–Altmatt respektive Arth-Goldau–Rothenthurm mehrere Verstärkungswagen am Zug, musste dieser nachgeschoben werden. Erfolglos versuchte die SOB ab 2008, die Züge zu verkaufen, worauf man sich mit den Bestellern auf ein Übergangskonzept einigte. Ab Dezember 2013 wurden halbfeste Kompositionen gebildet, und die Lokomotiven paarweise eingesetzt – an beiden Enden des Zugs je eine Lokomotive. Mit Umstellung des Betriebs des VAE auf Triebzüge im Dezember 2019 hatte die SOB keine weitere Verwendung für die Lokomotiven und bot sie zum Verkauf an.
Die SZU hatte die Lokomotiven für ihre Sihltalbahn beschafft, wo sie seither unverändert in halbfesten Pendelzugkompositionen verkehren, für die Doppelstockwagen analog zu den DPZ der S-Bahn Zürich beschafft wurden.
Die VHB beschaffte ihre Lokomotiven in erster Linie für den Güterverkehr. Das Unternehmen fusionierte 1997 mit der Emmental-Burgdorf-Thun-Bahn (EBT) und der Solothurn-Münster-Bahn (SMB) zum Regionalverkehr Mittelland (RM). Da diese für den Güterverkehr über fünf Re 4/4III verfügte und SBB Cargo die Zusammenarbeit im Einzelwagenverkehr aufkündete, entstand ein Minderbedarf an Güter-Triebfahrzeugen, worauf die beiden Exoten ab Juni 2002 dauerhaft an die SOB vermietet wurden. Mit Fusion des RM mit der BLS Lötschbergbahn im Jahr 2006, wurde die «neue» BLS Eigentümerin der beiden Lokomotiven, die weiterhin bei der SOB verblieben. Aufgrund der abweichenden Vielfachsteuerung der VHB-Maschinen gegenüber den BT-Maschinen, galten diese auch bei der SOB als Exoten. Da sie wegen der fehlenden Zugkraftregulierung für den Schubdienst nicht geeignet sind, wurden sie vorwiegend für Postzüge eingesetzt. Mit dem Rückgang der Postzugleistungen durch die SOB wurden die Maschinen entbehrlich und der Mietvertrag mit der BLS per Juni 2011 aufgelöst.
Nach Rückgabe wurden die beiden Maschinen durch die BLS vermietet. Ende 2014 war eine Lok langfristig an Swiss Rail Traffic (SRT) vermietet, während die andere für kurzfristige Vermietung verfügbar war. Im Dezember 2016 wurden die Lokomotiven verkauft, die frühere «VHB 142» ging an die in Frauenfeld ansässige Müller Gleisbau AG (MFAG), die frühere «VHB 143» als Ersatzteilspender an die SZU.

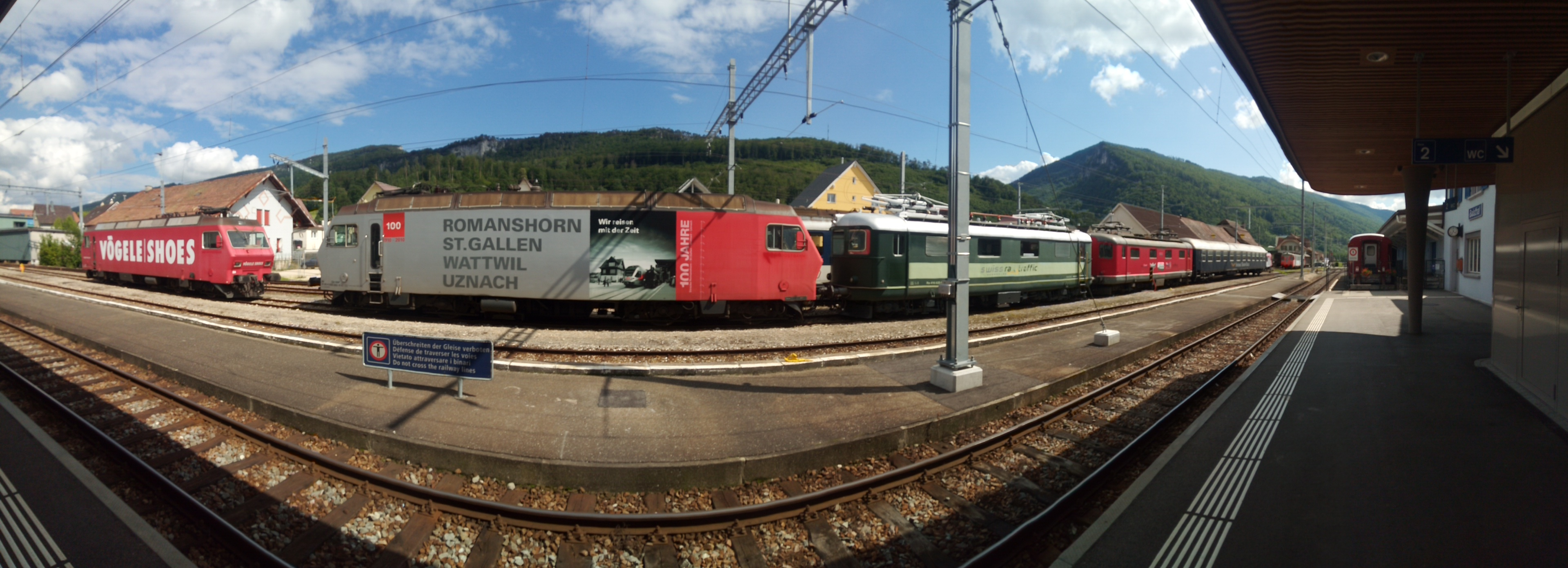
Zwei Re 456 in Balsthal

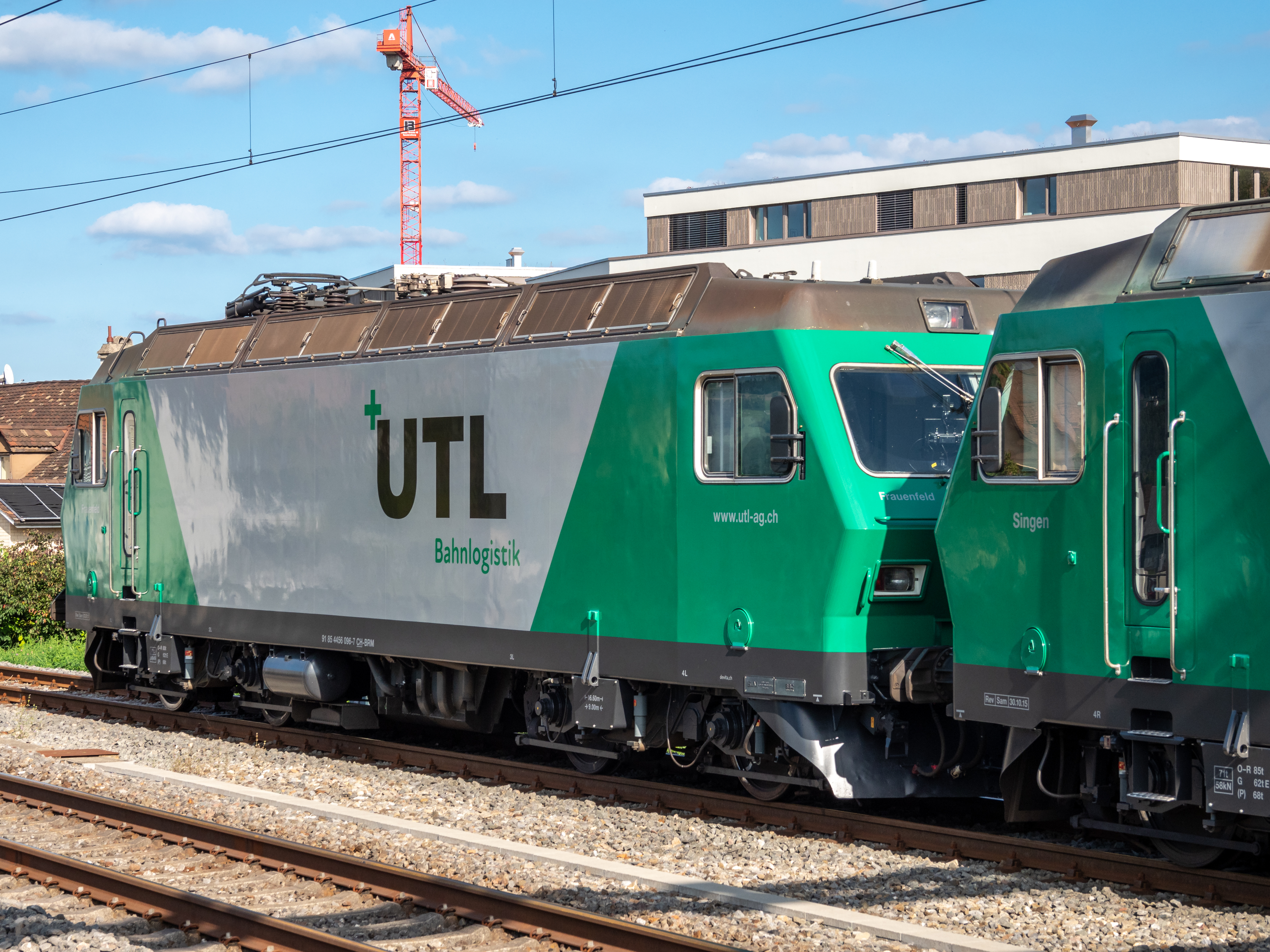
SLM Re 456 096-7 der UTL Bahnlogistik in Frauenfeld

Im Januar 2021 wurde bekannt, dass die SOB erste Käufer für ihre sechs Maschinen gefunden hatte. Die «BT 91» und «BT 92» wurden von der SZU übernommen; «BT 94» und «BT 95» von Privatpersonen, wobei die Maschinen beim Verein Depot und Schienenfahrzeuge Koblenz (DSF) eingestellt wurden. Langfristig soll eine Lokomotive wieder den Anstrich der BT zur Zeit der Ablieferung erhalten. Im März 2021 wurde bekanntgegeben, dass die verbliebenen «BT 93» und «BT 96» an die BRM Investment AG in Frauenfeld veräussert wurden. Eingesetzt werden die Lokomotiven von der Frauenfelder UTL Umwelt + Transportlogistik AG, deren Anstrich sie erhalten haben. Halter der von der Müller Gleisbau eingesetzten Lokomotive ist mittlerweile ebenfalls die BRM Investment AG.

### Lackierung und Namen
Abgeliefert wurden alle 14 Lokomotiven ursprünglich in den damaligen Hausfarben der bestellenden Unternehmen, bei der BT tannengrün/crème, bei der SZU rot/orange, bei der VHB rot/weiss/anthrazit.
Bei der Einführung eines neuen Unternehmensauftritts der SZU, wurde die Lackierung angepasst, wobei die orangen Farbteile (Dachkante, Bauchbinde, Logo, SZU-Schriftzug) entfielen und durch Logo und Anschriften in weiss ersetzt wurden. Dieses Erscheinungsbild wurde 2008 auch auf die beiden DPZ übertragen und wird im Grundsatz auch 2022 verwendet.
Die Maschinen der VHB wurden im sogenannten Colani-Design abgeliefert, wobei der VHB-Schriftzug nach der Fusion 1997 durch einen RM-Schriftzug ersetzt wurde. Beide Lokomotiven trugen Namen und Wappen einer Gemeinde: Gutenburg (142) und Menznau (143).

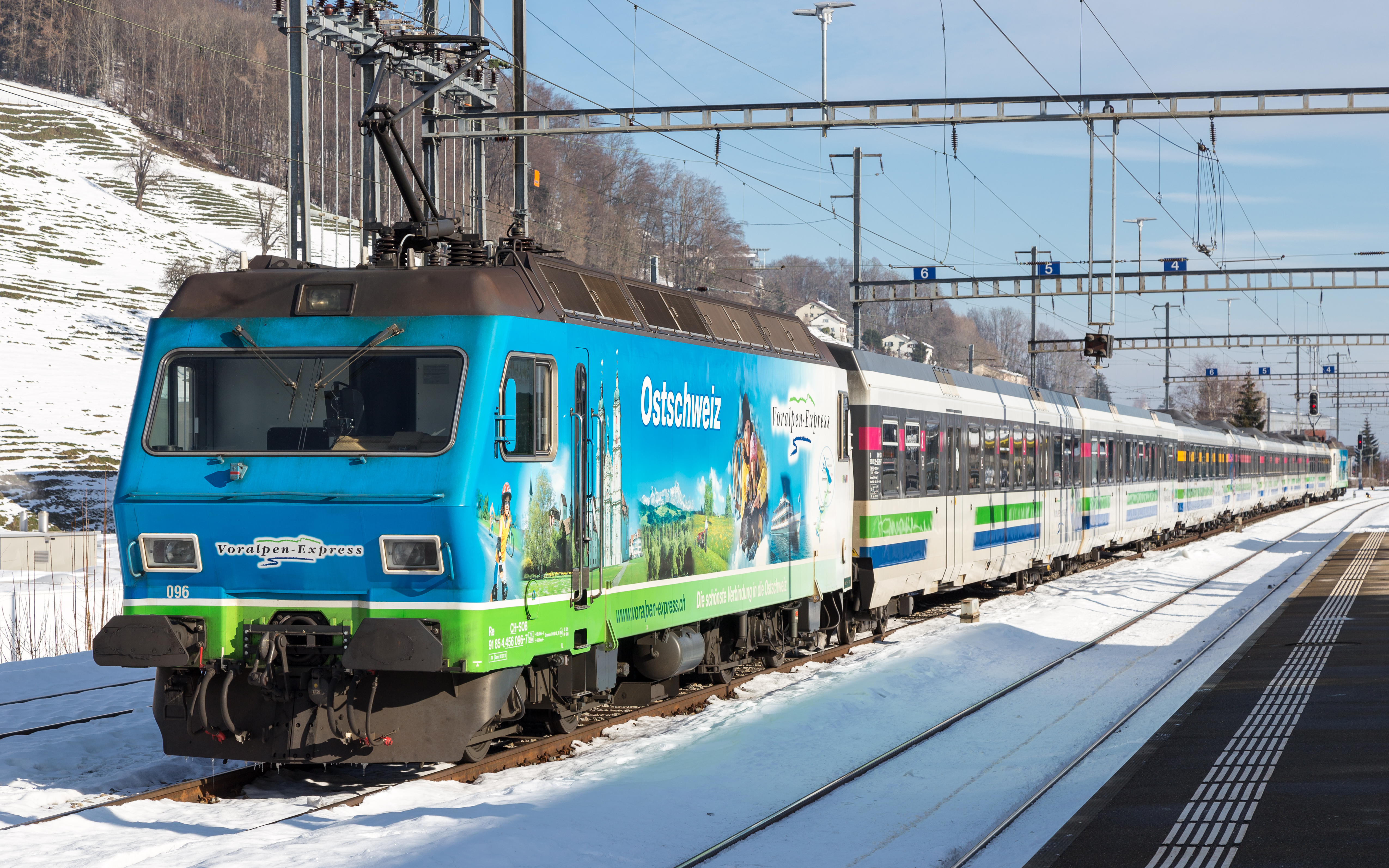
SOB Re 456 096 mit Voralpen-Express in Herisau

Auch die sechs Maschinen der BT erhielten Namen von Gemeinden: Romanshorn (91), Wittenbach (92), St. Gallen (93), Herisau (94), Degersheim (95) und Wattwil (96).
Mitte der 1990er-Jahre begann die BT mittels Folierung kommerzielle Werbungen an Lokomotiven anzubringen, wobei sich die glatten Aussenwände der KTU-Lokomotiven besonders anboten. Um mehr Werbefläche zu gewinnen, wurde an den Lokomotiven das Logo in die crèmefarbige Bauchbinde versetzt und mit ausgeschriebenem BT-Schriftzug ergänzt. In einem späteren Schritt wurden die Werbefolien auf die kompletten Lokomotiven ausgedehnt. Mit der Fusion zur SOB wurde diese Geschäftspolitik beibehalten, womit das neue Erscheinungsbild 2001 nur an vereinzelten Lokomotiven angebracht wurde, während Namen und Wappen fallengelassen wurden.
Mit der Langzeitvermietung der beiden ehemaligen VHB-Maschinen ab Juni 2002 verloren auch diese Namen und Wappen; 142 erhielt den neuen SOB-Anstrich in rot und weiss, während 143 eine Vollwerbung für den Tarifverbund Ostwind trug. Beide Lokomotiven behielten ihr Erscheinungsbild nach Rückgabe an die BLS; die 143 wurde in dieser Form bei der SZU ausser Betrieb genommen. Die «VHB 142» wurde im Februar 2017 dunkelblau lackiert und erhielt von der TSI-Nummer rückabgeleitet die Bezeichnung 456 111. Anfänglich mit Logo der Müller Gleisbau AG für das Tochterunternehmen M-Rail AG unterwegs, wurden die Seiten Mitte 2018 mit Schweizerische Speisewagen Gesellschaft neu beschriftet und die Lokomotive Emmeli getauft.

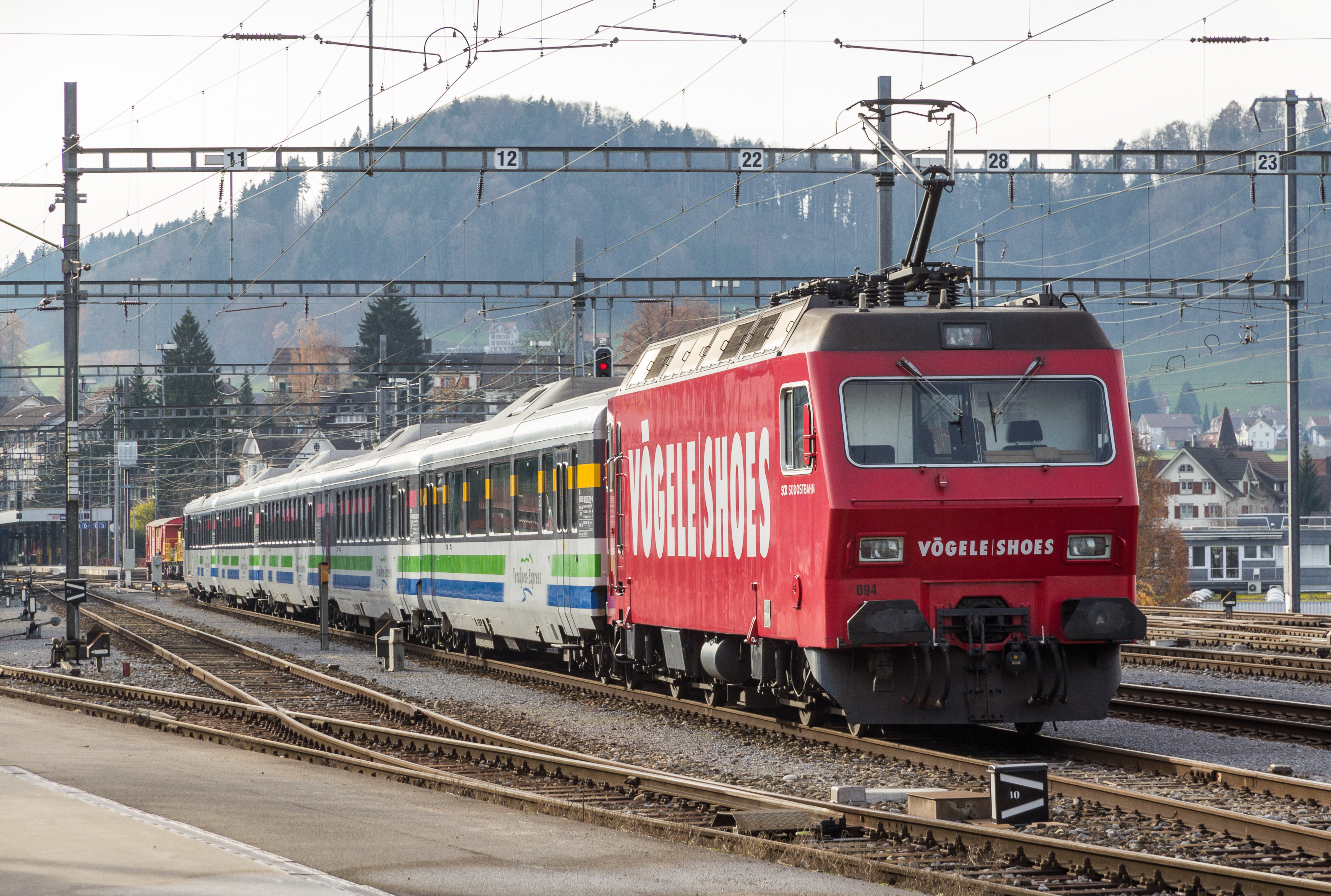
SOB Re 456 094-2 mit dem Voralpenexpress in Herisau

Die sechs ehemaligen BT-Maschinen wurden im Januar 2021 aus dem Dienst bei der SOB verabschiedet, wobei keine einzige das eigentliche Erscheinungsbild der SOB trug; 91 (SZU) und 96 (BRM) trugen einen Sonderanstrich angefertigt für den Voralpen-Express (VAE), 95 (DSF) den Sonderanstrich zum 100-Jahr-Jubiläum der Bahnverbindung Romanshorn–Uznach aus dem Jahr 2010. Zwei Maschinen trugen Werbung für Bahntechnikkonzerne, Siemens auf der 92 (SZU), Rhomberg Sersa auf der 93 (BRM). Keinen Bahnbezug dafür einen regionalen, hatte die Werbung für den Schuhdetailhändler Vögele Shoes in Form der in Uznach ansässigen Karl Vögele AG, die seit Mitte 1999 ununterbrochen eine Werbung auf Lokomotive 94 (DSF) hatte.
Im ersten Halbjahr 2021 wurden die beiden von BRM übernommenen Maschinen für UTL umlackiert, die 093 erhielt dabei den Namen Singen, die 096 Frauenfeld.